# Anna Chapman
Anna Vasil'yevna Chapman (russo:  А́нна Васи́льевна Ча́пман; nascida Anna Vasil’yevna Kushchyenko, russo:  А́нна Васи́льевна Кущенко; 23 de fevereiro de 1982) é uma cidadã russa que residiu nos Estados Unidos e no Reino Unido. Ela ganhou notoriedade quando foi presa, a 27 de junho de 2010, junto com nove outras pessoas, em uma operação conduzida pelo FBI (num caso conhecido como "Programa Ilegais") acusada de espionar para a agência de inteligência da Federação Russa (o SVR). Chapman se declarou culpada perante um tribunal nas acusações de conspiração com governo estrangeiro para fins de espionagem. Ela foi deportada de volta para a Rússia em 8 de julho, como parte de uma troca de prisioneiros. Atualmente ela trabalha como empresária e já apareceu em vários programas de televisão russos.